# Owasso
Owasso è una città degli Stati Uniti, situata tra le contee di Tulsa e Rogers nello Stato dell'Oklahoma.